# 莫賴亞 (北卡羅萊納州)
莫賴亞（英語：Moriah）是位於美國北卡羅萊納州珀森縣的非建制地區。

## 歷史
莫賴亞的郵局於1882年設立，其後於1931年停運。

## 地理
莫賴亞所處的海拔為高於海平面177米（即581英呎），而該地所採用的時區為UTC-5，即北美东部时区（EST）。同時該地設有夏令時間，為UTC-5調快一小時，即UTC-4（EDT）。